# Federación Obrera Regional Peruana
La Federación Obrera Regional del Perú fue una federación de sindicatos, gremios y sociedades de resistencia de tendencia anarquista y anarcosindicalista fundada en 1912 en el Perú. Se destacó en la lucha por la consecución de la jornada laboral de ocho horas. Fue continuada por la Federación Obrera Regional Peruana  (FORP).
Primeras organizaciones obreras
A fines del siglo XIX se fundan los primeros sindicatos en el Perú, algunos con marcadas influencias anarquistas. Sin embargo el anarquismo permanecería sin organización y disperso hasta recién comenzado el siglo XX. En 1904 Manuel Caracciolo Lévano, Delfín Lévano, Fidel García Gacitúa y Urmachea, todos militantes anarquistas, fundaron la Unión de Trabajadores Panaderos. , promoviendo la primera huelga. El 1 de mayo de 1905 celebraron por primera vez un acto en homenaje a los Mártires de Chicago.
En 1907 los anarquistas impulsaron la huelga de estibadores en el puerto de El Callao, donde la represión terminó con la muerte de Florencio Aliaga, primer mártir del movimiento obrero peruano.
En 1911 se inicia la publicación de La Protesta, que será el periódico que impulsará y fomentará la organización sindical de estilo anarquista, propugnando el exitoso modelo de la FORA. Desde la central sindical argentina se envió a José Spagnoli y Antonio Gustinelli, dos militantes italianos, para ayudar en la organización de una federación anarquista. Este estilo de gremialismo tendrá una fuerte influencia en el ramo textil, donde en 1911 realizarán un paro general del ramo.

## Fundación
En 1912 se fundó la Federación Obrera Regional del Perú, en Lima. De inmediato inició una campaña por la jornada laboral de ocho horas. La Federación estaba integrada por la Sociedad de resistencia de los obreros galleteros y anexos, la Federación de Electricistas, la Federación de Obreros Panaderos "Estrella del Perú", la Unificación Textil de Vitarte, la Unificación Proletaria de Santa Catalina, y otros gremios anarquistas. También la Federación recibía el apoyo de grupos específicamente anarquistas como "Luz y Amor" y "Luchadores por la Verdad" y diversas publicaciones libertarias.
En noviembre de 1912 en el Teatro Municipal de El Callao y el la Unión Local de Jornaleros se iniciaron las primeras reuniones, finalizando en una asamblea general. También participó la reformista "Confederación de Artesanos Unión Universal", opuesta a las medidas de acción directa, con la que entrarían en conflicto los anarquistas. El 15 de diciembre se realizó la segunda Asamblea, y se impuso realizar una campaña por la jornada de 8 horas. El 28 de diciembre se concluyó el pliego de reivindicaciones, durante la tercera asamblea.

## La lucha por las 8 horas
El 5 de enero de 1913 la Unión General de Jornaleros exigió la jornada laboral de 8 horas, , aumento salarial, cobertura médica en accidentes de trabajo, y otras reivindicaciones, dando un plazo de 24 horas, antes de iniciar una huelga general por tiempo indeterminado. El día 7 estalló la huelga, luego de rechazar la propuesta patronal. La huelga alcanzó en El Callao el paro total, adhiriendo gasistas, molineros, tipógrafos, panaderos y otros gremios.
El 9 de enero el presidente de la República exhortó a los obreros a levantar el paro y envió tropas para retomar el orden; los obreros rechazaron el exhorto y continuaron el paro. La empresa del muelle tuvo que ceder y concedió las reivindicaciones, con un aumento salarial del 10%. Este ejemplo fue seguido por otros gremios, que iniciaron sus campañas por la jornada laboral de 8 horas en todo el territorio del Perú. El 12 de enero la FORP y el periódico La Protesta organizaron en El Callao un mitin para festejar la reivindicación obtenida y continuar la lucha; luego de pronunciar la palabra destacados militantes, la multitud recorrió las calles de la ciudad festejando el triunfo obrero.
La lucha por la jornada laboral de 8 horas se extendió a otras partes del país, desatándose una ola de huelgas. Hubo conflictos en Talara, Lagunitas, Loritos y Negritos. La FORP también llevó adelante un paro contra la Fox Duncan y Cía, para la reincorporación de 60 obreros despedidos, que terminó dando marcha atrás con los despidos.
La implantación de la jornada laboral de 8 horas en todo el país recién se lograría en 1919, y la FORP fue la fuerza obrera con principal protagonismo en esta conquista. Sin embargo, según sostienen algunos historiadores, la FORP fue disuelta y reemplazada en diciembre de 1918 por la Federación Obrera Local de Lima (FOLL).

## El Comité Pro-Abaratamiento
La Primera Guerra Mundial generó a la clase empresarial del Perú grandes beneficios en la exportación de materias primas, pero a la vez hubo un aumento en los precios locales debido a la especulación en los productos básicos. Los magros salarios no aumentaban, lo que provocó que en abril de 1919 los sindicatos anarquistas iniciaran una campaña para el abaratamiento de los bienes esenciales, creando el Comité Pro-Abaratamiento de las Subsistencias. 
El 13 de abril publicaron un manifiesto que exigía el abaratamiento de los alimentos y artículos básicos de primera necesidad, transportes y alquileres, pero el gobierno se negó a escucharlos. El 1 de mayo declararon la huelga general, y el 4 de mayo se reprimió violentamente una manifestación en Lima. En El Callao, que sufrió un paro total, hubo serios enfrentamientos entre el ejército y los obreros, con alto número de muertos y saqueos. El 26 de abril, en el local de la Sociedad Hijos del Sol, la policía detiene a los dirigentes obreros anarquistas Nicolas Gutarra y Carlos Barba. Frente a ello, el Comité decreta una huelga para el 27 de mayo. Adalberto Fonkén asume la Secretaría pero luego es detenido. En Chosica hubo también dos muertos y varios heridos.
El gobierno impuso la Ley Marcial, y allanó domicilios particulares, locales anarquistas y sindicales; creó un nuevo fuerza antimotines, debido a la renuencia a reprimir de algunas tropas, denominada Guardia Urbana. Pero el movimiento popular no se retrajo. El 4 de julio el presidente de la República José Pardo y Barreda fue depuesto por un levantamiento del Comandante del Ejército Cnel. Álvarez y el candidato a las elecciones Augusto Leguía. El Comité pro Abaratamiento de las Subsistencias aprovechó el derrocamiento de Pardo para pedir la libertad de los obreros presos. El 12 de julio fueron liberados los detenidos y hubo manifestaciones populares de júbilo.

«El 4 de julio, Augusto B. Leguía aprovechó la situación para hacerse con el poder en medio del entusiasmo popular. Ese mismo día, el Comité Pro-Abaratamiento ocupó el local de la CAUU para transformarlo en la sede de la segunda Federación Obrera Regional Peruana, constituida el 8 de julio de 1919 sobre la base de los principios de 1913.»
Joel Delhom

El 22 de julio del Comité Pro-Abaratamiento se derivó una nueva central sindical: la Federación Obrera Regional Peruana (FORP), de corte anarcosindicalista, continuadora de la anterior Federación. En su Declaración de Principios, la Federación Obrera Regional del Perú consideraba que los capitalistas acaparaban los beneficios, monopolizaban el mercado y reducían los salarios, que existía una carencia absoluta de moralidad y justicia en la sociedad, y que esta injusticia social obligaba a los trabajadores a buscar medios para lograr un mejor estado social de libertad integral e igualdad económica. La Federación declara:

«Que ella es internacional, cobija en su seno a todos los obreros sin distinción de raza, sexo, religión y nacionalidad; conmemora el 1º de mayo como día de alta protesta del proletariado internacional y afirma que: "La emancipación de los trabajadores tiene que ser obra de los trabajadores mismos".»

## Represión y decadencia
El gobierno de Leguía buscó modernizar el modelo capitalista peruano, para lo que impulsó la mediación en los conflictos obreros. Esta medida fue rechazada deplano por los anarquistas, que comenzaron a perder terreno frente a los reformistas sindicales y a los socialistas, que preferían la "política obrera" a la acción directa de los anarquistas. 

«En el Primer Congreso Local Obrero de Lima y El Callao, organizado en abril de 1921 por la FORP, fue planteada la cuestión de la acción política de los trabajadores. Parece ser que los anarquistas lograron declararla incompatible con el sindicalismo pero que no pudieron obtener del Congreso que se pronunciara en favor del comunismo libertario como objetivo de los trabajadores organizados. Las ideas socialistas, divulgadas desde 1918, empezaban ya a cundir en el proletariado: los sindicatos del textil fueron los que abogaron por la “política obrera”.»
Joel Delhom.

Los miembros de una segunda Federación Obrera Local de Lima (FOLL), adhirieron al aprismo y al marxismo, y finalmente rompieron tácitamente con los sindicatos y grupos libertarios en 1925, al no invitarlos a la celebración del Celebración del 1 de mayo. De todos modos, la FORP se disolvió en los hechos al poco tiempo de su relanzamiento, y los esfuerzos para relanzarla no fructificaron.
Los sindicatos anarquistas no solo se limitaron al mundo urbano, sino que tuvieron participación en los movimiento rurales, en especial los obreros azucareros. En 1923 los anarcosindicalistas trataron de formar una Federación Regional de Obreros Indios, rápida y vigorosamente reprimida por el gobierno.
Durante la década de 1920 la represión del gobierno del presidente Augusto Leguía fue incrementándose. Urmaechea, el director del periódico El Proletariado y otros militantes fueron obligados a exiliarse. Luego de que fue derrocado Leguía, se creó la Confederación General de Trabajadores del Perú (CGTP) (integrada por apristas y marxistas) en la cual los anarcosindicalistas casi no tuvieron intervención.